# Pontryagin-dualiteit
In de harmonische analyse en de theorie van de topologische groepen, beide deelgebieden van de wiskunde, is pontryagin-dualiteit 
een dualiteit tussen locaal compacte abelse groepen waarop een gegeneraliseerde vorm van fouriertransformatie mogelijk is, en dergelijke groepen waaronder de cirkelgroep, de eindige abelse groepen en de optelgroepen van de gehele getrallen, de reële getallen en van elke eindigdimensionale vectorruimte daarover of over een p-adisch lichaam.
Complexwaardige functies op een eindige abelse groep hebben discrete fouriertransformaties die functies zijn op de duale groep, wat een niet-kanonieke isomorfe groep is. Verder kan iedere functie op een eindige groep weer worden afgeleid uit haar discrete fouriertransformatie. 
De theorie werd geïntroduceerd door Lev Pontryagin en hangt, samen met de Haar-maat, geïntroduceerd door John von Neumann, André Weil en anderen, af van de theorie van de duale groep van een lokaal compacte abelse groep.

## Definitie
Voor een lokaal compacte abelse groep {\displaystyle G} noemt men een continue groepshomomorfisme {\displaystyle \chi \colon G\to \mathbb {T} } van {\displaystyle G} in de cirkelgroep {\displaystyle \mathbb {T} } een karakter van {\displaystyle G}.
De duale groep {\displaystyle {\hat {G}}} van {\displaystyle G} bestaat uit de karakters van {\displaystyle G}. Met de vermenigvuldiging {\displaystyle (\chi \cdot \psi )(a)=\chi (a)\psi (a)} wordt {\displaystyle {\hat {G}}} een abelse groep, en vanwege de compacte convergentie is {\displaystyle {\hat {G}}} een lokaal compacte groep, dus een topologische groep waarvan de topologie lokaal compact is.